# Simorgh (Rakete)
Die Simorgh (persisch سیمرغ, DMG Sīmorġ, der Name leitet sich vom Vogel der iranischen Mythologie ab), auch Safir-2 genannt, ist eine Trägerrakete der iranischen Weltraumagentur.

## Aufbau
Die in der Grundversion zweistufige Rakete hat eine Höhe von 27 m und eine Startmasse von 87 Tonnen. Die erste Stufe hat einen Durchmesser von 2,5 m. Die vier Haupttriebwerke sind starr montiert, gesteuert wird der Flug durch vier Vernierdüsen. Als dritte Stufe kann eine „Saman-1“-Kickstufe verwendet werden.
Die Rakete soll einen Satelliten von 250 kg in eine Umlaufbahn von 500 km Höhe bringen können.
Simorgh startet vom Imam Khomeini Space Center in der iranischen Provinz Semnan.

## Geschichte
Die Entwicklung der Rakete wurde 2010 vom iranischen Präsidenten Mahmud Ahmadineschad angekündigt.
Ein erster Start erfolgte am 19. April 2016. Unklar ist, ob es sich um einen fehlgeschlagenen Versuch eines Orbitalstarts handelte, oder um einen Suborbitalflug.
Ein zweiter Start erfolgte am 27. Juli 2017. Die iranischen Medien berichteten vom Start der Rakete, allerdings wurde keine Nutzlast erwähnt. Außerdem war nur die Rede vom „Weltraum“, nicht von einer Erdumlaufbahn, so dass es sich möglicherweise um einen suborbitalen Start handelte. Dieser Start wurde als Einweihung des Imam Khomeini Space Center gefeiert.
Beim dritten Start am 15. Januar 2019 erreichte die dritte Raketenstufe nicht die nötige Geschwindigkeit, um den Satelliten in der geplanten Umlaufbahn in etwa 500 km Höhe auszusetzen.
Am 9. Februar 2020 erreichte die Rakete mit dem Erdbeobachtungssatelliten Zafar 1 eine Höhe von etwa 540 Kilometern, jedoch wieder nicht die erforderliche Orbitalgeschwindigkeit, um in eine Umlaufbahn um die Erde einzutreten. Trümmer der zweiten Stufe und des Satelliten stürzten wahrscheinlich in den Indischen Ozean.
Am 12. Juni 2021 ereignete sich möglicherweise ein weiterer Fehlstart. Die Islamische Republik Iran hatte zu Jahresbeginn den Start des etwa 100 kg schweren Kommunikationssatelliten Nahid-2 angekündigt; am 12. Juni beobachtete das US-Militär dann einen Raketenstart vom Imam Khomeini Space Center, der keine Erdumlaufbahn erreichte.
Auch beim nächsten Start im Dezember 2021 erreichte die Rakete keine Orbitalgeschwindigkeit.
Mit dem ersten erfolgreichen Orbitalstart am 28. Januar 2024 brachte eine Simorgh drei Satelliten in eine Erdumlaufbahn. Es war der erste Mehrfach-Satellitenstart mit einer iranischen Rakete.

## Startliste
Stand: 30. Juni 2025
| Lfd. Nr. | Datum (UTC)               | Startplatz | Nutzlast                                                        | Anmerkungen |
| -------- | ------------------------- | ---------- | --------------------------------------------------------------- | --- |
| 1        | 19. April 2016 09:33      | IKSC       | ?                                                               | Suborbitaler Testflug oder Erdumlaufbahn nicht erreicht |
| 2        | 27. Juli 2017             | IKSC       | ?                                                               | Fehlschlag: Keine Information über Nutzlast oder geplante Flugbahn. Fehlfunktion der zweiten Stufe nach 20s.                                                                  |
| 3        | 15. Januar 2019 ca. 00:30 | IKSC       | Payam-e Amirkabir (Erdbeobachtungssatellit)                     | Fehlschlag: Fehlfunktion der dritten Stufe, Orbit nicht erreicht. |
| 4        | 9. Februar 2020 ca. 15:45 | IKSC       | Zafar 1 (Erdbeobachtungssatellit)                               | Fehlschlag: Die Simorgh-Oberstufe erreichte eine Höhe von etwa 540 Kilometer, jedoch nicht die erforderliche Orbitalgeschwindigkeit. Zafar-1 hatte eine Startmasse von 90 kg. |
| 5        | 12. Juni 2021             | IKSC       | ?                                                               | Fehlschlag: Keine offiziellen Informationen zu diesem Start. Das U.S. Space Command beobachtete einen Raketenstart, der keine Erdumlaufbahn erreichte.                        |
| 6        | 30. Dezember 2021 03:30   | IKSC       | drei Satelliten                                                 | Fehlschlag: Keine Orbitalgeschwindigkeit erreicht. |
| 7        | 28. Januar 2024           | IKSC       | Mahda, Keyhan-2, Hatef-1 (Technologieerprobungssatelliten)      | Erfolg |
| 8        | 6. Dezember 2024          | IKSC       | Saman-1 (Raumschlepper) Fakhr-1 (Technologieerprobungssatellit) | Erfolg |